# Барбузы — секретные агенты
«Барбузы — секретные агенты» (фр. Les Barbouzes) — кинокомедия, пародия на шпионские боевики режиссёра Жоржа Лотнера. Совместное производство Франции и Италии, 1964 год.

## Сюжет
В дорогом борделе Парижа во время вечеринки умирает Бенар Шах, крупнейший оптовый торговец оружием. Французскому правительству становится известно, что делец владел несколькими патентами и технологиями на производство атомного и бактериологического вооружения. Власти хотят не допустить утечку этих бумаг в третьи руки. Лучший секретный агент Франсис (Вентура) сопровождает тело покойного в его замок в Баварии и представляется вдове Амаранте Бенар Шах (Дарк) дальним родственником. Одновременно в замок прибывают итальянский агент Кафарелли (Блие) под видом священника — духовника умершего дельца, немецкий агент Мюллер (Мило) под видом его психоаналитика, советский агент Васильев (Бланш) в качестве его молочного брата. Вдова с сомненьями, но принимает их всех и распоряжается предоставить каждому комнату. Шпионы деликатны и до похорон не спешат огласить цель приезда, однако в первую же ночь пытаются убить друг друга. Утром в замок является представитель США и открыто заявляет о готовности купить бумаги за большие деньги. Француз, немец, итальянец и русский, привыкшие работать менее прямолинейно, создают временный «европейский» союз и изгоняют американского посланца. Весь вечер и всю последующую ночь на баррикаде под флагом ООН они противостоят десяткам бойцов-азиатов, которых между собой называют то японцами, то китайцами. К утру квартет шпионов приходит к выводу, что противопоставить американскому капиталу и восточной массовости они могут только интеллект и шарм, направленные на обольщение красивой вдовы. Бесспорный успех здесь имеет наиболее молодой и харизматичный, хотя и женатый, Франсис. Он добивается взаимности Амаранты (тоже француженки — Антуанетты Дюбуа, сменившей в браке имя и фамилию) и увозит её в Лиссабон, в одном из банков которого хранятся вожделенные документы. Несколько разведок мира безуспешно преследуют пару. Франсис делает Антуанетте предложение руки и сердца и уговаривает её передать патенты в безвомездный дар Франции. Ради этого правительство официально санкционирует его двоежёнство.

## В ролях
- Лино Вентура — Франсис, французский агент по кличке «Маленький Маркиз», он же «Херувим», он же «Красный Коготь», он же «Фалбала», он же «Реквием», он же «Базука»
- Бернар Блие — Кафарелли, итальянский агент по кличке «Каноник»
- Шарль Мило — Ганс Мюллер, немецкий агент по кличке «Добрый доктор»
- Франсис Бланш — Борис Васильев, советский агент по кличке «Тринитротолуол»
- Мирей Дарк — Антуанетта Дюбуа, известная как Амаранта Бенар Шах
- Андре Вебер — Россини, секретарь Бенар Шаха по кличке «Верный Рудольф»
- Ноэль Роквер — полковник Лано
- Робер Дальбан — секретный агент, водитель грузовика

## Художественные особенности и критика
По мнению обозревателя Blu-ray.com Джеффри Кауфмана, картина — откровенная пародия на Бондиану с «галльским привкусом», с детской, иногда карикатурной атмосферой, напоминающей «Looney Tunes» Текса Эйвери: взрывы туалетов, капающая из душа кислота, скорпионы в постели, падение люстры со смертельными шипами и так далее. Хотя фильм имеет определённое очарование, критик отмечает, что при просмотре он «скорее легко улыбался, чем громко смеялся». В обозрении тематического ресурса DearCinema.com картина хотя и названа блестящей пародией на шпионские ленты, отмечается явная перегруженность штампами и стереотипами, характерными для этого жанра. При этом сюжет практически отсутствует, а диалоги минимальны.